# منتخب فنزويلا لكرة اليد
منتخب فنزويلا لكرة اليد (بالإسبانية: Selección de balonmano de Venezuela) هو ممثل فنزويلا الرسمي في المنافسات الدولية في كرة اليد
.